# Se, huru gott och ljuvligt är
Se, huru gott och ljuvligt är är en gammal psalm i två verser av Haquin Spegel från 1694. Psalmen grundar sig på Psaltaren 133. Bearbetad av Johan Olof Wallin inför utgivningen av 1819 års psalmbok
Första versen i 1695 års psalmbok inleds med:
Sij huru godt och liufligt är
At bröder kunna sämias
At en then andra hafwer kär;
At allas wälgång främias.
Som liuflig lucht af balsam går,
När thet af Arons hufwud-hår
Nedh på hans kläder flyter.
Den andra versen lyder med en modernare svenska i 1819 års psalmbok:
Som daggen gör stor fruktbarhet,
När den af Hermon rinner,
Så trefnad föds af enighet,
Der Christi kärlek brinner
Der skall wälsignelse och fröjd
Och allt, hwad själen gör förnöjd,
I råd och dåd förspörjas
Melodin publicerad i Geistliche Lieder, som trycktes av boktryckaren Joseph Klug i Wittenberg 1535.

## Publicerad i
- Nr 101 i 1695 års psalmbok under rubriken "Konung Davids Psalmer".
- Nr 307 i 1819 års psalmbok under rubriken "Med avseende på särskilda personer, tider och omständigheter: Överhet, undersåtar, fädernesland".
- Okänd frikyrklig sångbok som nummer 193 under rubriken "Ur Swenska Psalmboken".
- Nr 764 i Sionstoner 1935 under rubriken "Konung och fosterland".
- Nr 409 i 1937 års psalmbok under rubriken "Trons bevisning i levnaden".
- Nr 810 i Stora Nätpsalmboken under rubriken "Tillsammans i världen", då i bearbetad form med anslaget Så ljuvligt och så gott det är.